# Андреева, Раиса Ивановна
Раиса Ивановна Андреева — советский хозяйственный деятель, полный кавалер ордена Трудовой Славы.

## Биография
Родилась в 1936 году на территории современной Тамбовской области. Член КПСС.
В 1954—1991 — токарь Второго Государственного подшипникового завода Министерства автомобильной промышленности СССР.
Указами Президиума Верховного Совета СССР от 22 апреля 1975 года и 16 января 1981 года соответственно награждена орденами Трудовой Славы III и II степеней.
Указом Президиума Верховного Совета СССР от 10 июня 1986 года награждена орденом Трудовой Славы I степени, став полным кавалером ордена Трудовой Славы.
Делегат XXV съезда КПСС.
Живёт в Москве.